# 搏命擂台
《搏命擂台》（英語：Philly Kid）是一部2012年的美國劇情電影，由傑森·康納利執導，Adam Mervis編劇，After Dark Films公司製片。

## 演員
- 韋斯·查塔姆 飾 Dillon "The Philly Kid" McGuire
- 戴文·薩瓦 飾 Jake
- 莎拉·巴特勒（英语：Sarah Butler (actress)） 飾 Amy
- 尼爾·麥克唐納 飾 Jim "L.A. Jim" Jacoby
- Lucky Johnson 飾 "Ace" Reed
- 克里斯·布朗寧（英语：Chris Browning） 飾 探員Ray Marks
- 邁克·賈·懷特 飾 Arthur Letts
- 伯納德·霍克（英语：Bernard Hocke） 飾 Lenny
- 里奇·克萊門蒂（英语：Rich Clementi） 飾 Sanchez
- 尚恩·喬丹（英语：Shawn Jordan） 飾 Andrei Titov

## 外部連結
- 官方网站
- 互联网电影数据库（IMDb）上《The Philly Kid》的资料（英文）
- 爛番茄上《搏命擂台》的資料（英文）
- Review （页面存档备份，存于） at TheActionElite.com